# Vitex acunae
Vitex acunae là một loài thực vật thuộc họ Verbenaceae. Đây là loài đặc hữu của Cuba. Chúng hiện đang bị đe dọa vì mất môi trường sống.